# 1879年鐵路
此條目列出1879年發生有關鐵路運輸的事件。

## 事件

### 5月
- 5月31日：柏林貿易博覽會首次展示電氣化鐵路。

### 7月
- 7月4日：艾奇遜、托皮卡和聖塔菲鐵路由堪薩斯州向西南興建至新墨西哥州的拉斯維加斯。
- 7月31日：加里東鐵路開設格拉斯哥中央車站。